# The Bonny Heyn
The Bonny Heyn (o The Bonny Hind) è una ballata tradizionale in lingua inglese associata al tema dell'incesto, in questo caso accidentale.
È considerata pressoché unanimemente come una delle migliori ballate tradizionali angloscozzesi, sebbene, per il suo argomento assai scabroso ed il linguaggio in diversi punti assai crudo, non abbia mai goduto della popolarità di altre composizioni del genere. Nelle Child Ballads le è attribuito il numero 50.

## Storia e struttura della ballata
L'incesto accidentale, con la catastrofe che ne consegue, è un tema che suscita per natura grande emozione, tanto da essere ripreso da più di un grande poeta, in tutte le epoche.
Molte altre ballate tradizionali angloscozzesi sono incentrate sul tema dell'incesto; così ad esempio Sheath and Knife (Child #58), dove sembra essere riprodotto addirittura il tema classico letterariamente più famoso, quello di Edipo e della madre Giocasta. Fatte le debite proporzioni, la straordinaria (ed assai remota) ballata The Bonny Heyn, la cui unica versione lo Herd trascrisse dalla viva voce di una lattaia scozzese nel 1771, senz'altro non sfigurerebbe al confronto, particolarmente le ultime sei strofe contenenti probabilmente una delle più belle scene dialogate che si ricordino in tutte le balladries del mondo.
Sebbene The Bonny Heyn sia un autentico unicum nella tradizione britannica, si hanno delle analoghe ballate islandesi e finlandesi nelle quali la vicenda viene trattata con maggiori particolari; dal confronto appare infatti chiaro che il disperato fratello chiama la sorella bella cerbiatta (bonny heyn) non solo per la sua bellezza, usando quindi un appellativo simbolico e affettuoso che aggiunge ulteriore pathos ad una narrazione che già ne ha molto, ma anche perché crede che l'anima della sorella trasmigrerà in quella di una cerva, vale a dire una vera e propria reincarnazione di un essere umano in un animale tradizionalmente sacro e totemico presso i popoli del Nord.
Si avrebbe qui un elemento antichissimo, del tutto pre-cristiano, che porrebbe The Bonny Heyn a fianco di Johnie Cock, di King Orfeo, di Hind Etin e pochissime altre ballate tradizionali. Da notare che il giovane protagonista ha un nome ed un titolo ben noti nelle ballate scozzesi: si chiama infatti Lord Randal.

## Il testo originale della ballata
O May she comes and May she goes

Down by yon gardens green,

And there she spied a gallant squire

An squire had ever been.
And May she comes, and May she goes,

Down by yon hollen tree,

And there she spied a brisk young squire,

And a brisk young squire was he.
"Give me your green manteel, fair maid,

Give me your maidenhead;

Gif ye winna gie me your green manteel,

Gi' me your maidenhead."
He has taen her by the milk-white hand,

And softly laid her down,

And when he's lifted her up again

Given her a silver kaim.
"Perhaps there may be bairns, kind sir,

Perhaps there may be nane;

But if you be a courtier,

You'll tell to me your name."
"I am nae courtier, fair maid,

But new come frae the sea;

I am nae courtier, fair maid,

But when I courteth thee.
"They call me Jack when I'm abroad,

Sometimes they call me John;

But when I'm in my father's bower

Jock Randal is my name."
"Ye lee, ye lee, ye bonny lad,

Sae loud's I hear ye lee!

Ffor I'm Lord Randal's yae daughter,

He has nae mair nor me."
"Ye lee, ye lee, ye bonny may,

Sae loud I hear ye lee!

For I'm Lord Randal's yae yae son,

Just now come oer the sea."
She's putten her hand down by her spare,

And out she's taen a knife,

And she has putn ‘t in her heart's bluid,

And taen away her life,
And he's taen up his bonny sister,

With the big tear in his een,

And he has buried his bonny sister

Amang the hollins green.
And syne he's hyed him oer the dale,

His father dear to see:

"Sing O and O for my bonny hind

Beneath yon hollin tree!"
"What needs you care for your bonny hyn?

For it you needna care;

There's aught score hyns in yonder park,

And five score hyns to spare.
"Four score of them are siller-shod,

Of thae ye may get three;"

"But O and O for my bonny hyn

Beneath yon hollin tree!"
"What needs you care for your bonny hyn?

For it you need na care;

Take you the best, gi' me the warst,

Since plenty is to spare."
L
"I care na for your hyns, my lord,

I care na for your fee;

But O and O for my bonny hyn,

Beneath the hollin tree!"
"O were ye at your sister's bower,

Your sister fair to see,

Ye'll think na mair o' your bonny hyn

Beneath the hollin tree."

## Traduzione italiana
LA BELLA CERBIATTA
Maggio viene, maggio va via

Nel verde dei giardini,

Là ella vide un bel cavaliere

Se mai cavaliere ci fosse;
E maggio viene, maggio va via

Per i cespi d'agrifoglio,

Là ella vide un giovane cavaliere

Forte come nessuno, e bello.
"Dammi il tuo verde mantello,

Dammelo, bella fanciulla;

Dammi il tuo verde mantello

E la tua verginità."
L'ha presa per la bianca mano

E piano l'ha distesa giù;

Quando l'ha fatta rialzare

Le ha dato una spilla d'argento.
"Signore, potrei essere incinta,

Come potrei non esserlo affatto;

Se siete un uomo di Corte

Ditemi come vi chiamate."
"Non sono un cortigiano,

Ho appena traversato il mare;

Non sono un uomo di Corte,

Tranne quando corteggio te.
"Mi chiaman Jack in terre straniere,

Talvolta mi chiamano John;

Ma al castello di mio padre

Jock Randal è il mio nome:"
"Tu menti, tu menti, bel ragazzo,

Tu menti e lo fai ad alta voce!

Sono l'unica figlia di Lord Randal,

Non ha altri figli che me."
"Tu menti, tu menti, bella ragazza,

Tu menti e lo fai ad alta voce!

Sono l'unico figlio di Lord Randal

Appena arrivato dal mare!"
Ha portato la mano alla gonna

E ha tirato fuori un coltello,

Se l'è immerso nel cuore

Privandosi della vita.
Lui ha preso la bella sorella

Gli occhi pieni di lacrime;

La bella sorella ha sepolto

Tra gli agrifogli verdi.
Poi se n'è andato su nella valle

Per vedere il suo caro padre:

"Piango per la bella cerbiatta

Che dorme fra gli agrifogli."
"Perché piangi per una cerva?

Non te ne devi crucciar tanto!

Quasi duecento ne abbiamo nel parco

E cento te ne puoi prendere.
"Ottanta di loro son ferrati d'argento,

Te ne puoi prender sessanta;"

"Io piango per la bella cerbiatta

Che dorme fra gli agrifogli!"
"Perché piangi per una cerva?

Non te ne devi crucciare tanto!

Prendi la meglio, io mi tengo la peggio,

Ché ne abbiamo in abbondanza!"
"Tenetevi i vostri cervi, signore,

Tenetevi i vostri averi;

Io piango per la bella cerbiatta

Che dorme fra gli agrifogli!"
"Se tu vedessi tua sorella,

La tua bellissima sorella,

Non penseresti più alla tua bella cerbiatta

Che dorme fra gli agrifogli."